# Stagecoach Group
Stagecoach Group er en britisk transportkoncern med hovedkvarter i Perth. De driver bus- og sporvognsselskaber i Storbritannien.